# Polonia w Belgii
Obecność Polaków na terenie Belgii datuje się od XIII wieku, kiedy to polscy kupcy oraz drukarze docierali do Antwerpii. W wieku XVI Jan Dantyszek, dyplomata i poeta, brał żywy udział w życiu naukowym Gandawy, Antwerpii, Brukseli i Lowanium. Również na uniwersytecie w Lowanium wykładał słynny polski teolog Jan Łaski, zaś Alexius Sylvus Polonus – Aleksander Gajewski zbudował w Belgii w 1642 roku pierwsze planetarium.
Wybuch powstania listopadowego w Polsce okazał się istotny dla dalszych walk o utworzenie niepodległej Belgii. Nowo powstająca armia belgijska zaangażowała około 100 oficerów polskich w charakterze instruktorów i wykładowców. Wśród nich znaleźli się m.in. generałowie: Jan Zygmunt Skrzynecki oraz Ignacy Marceli Kruszewski, twórca kawalerii belgijskiej, dowódca brygady ułanów w Malines, a następnie oficer ordynansowy Leopolda I. Niemal 30 lat swojego życia spędził w Brukseli Joachim Lelewel, działacz Młodej Polski i założyciel i przywódca Zjednoczenia Emigracji Polskiej.

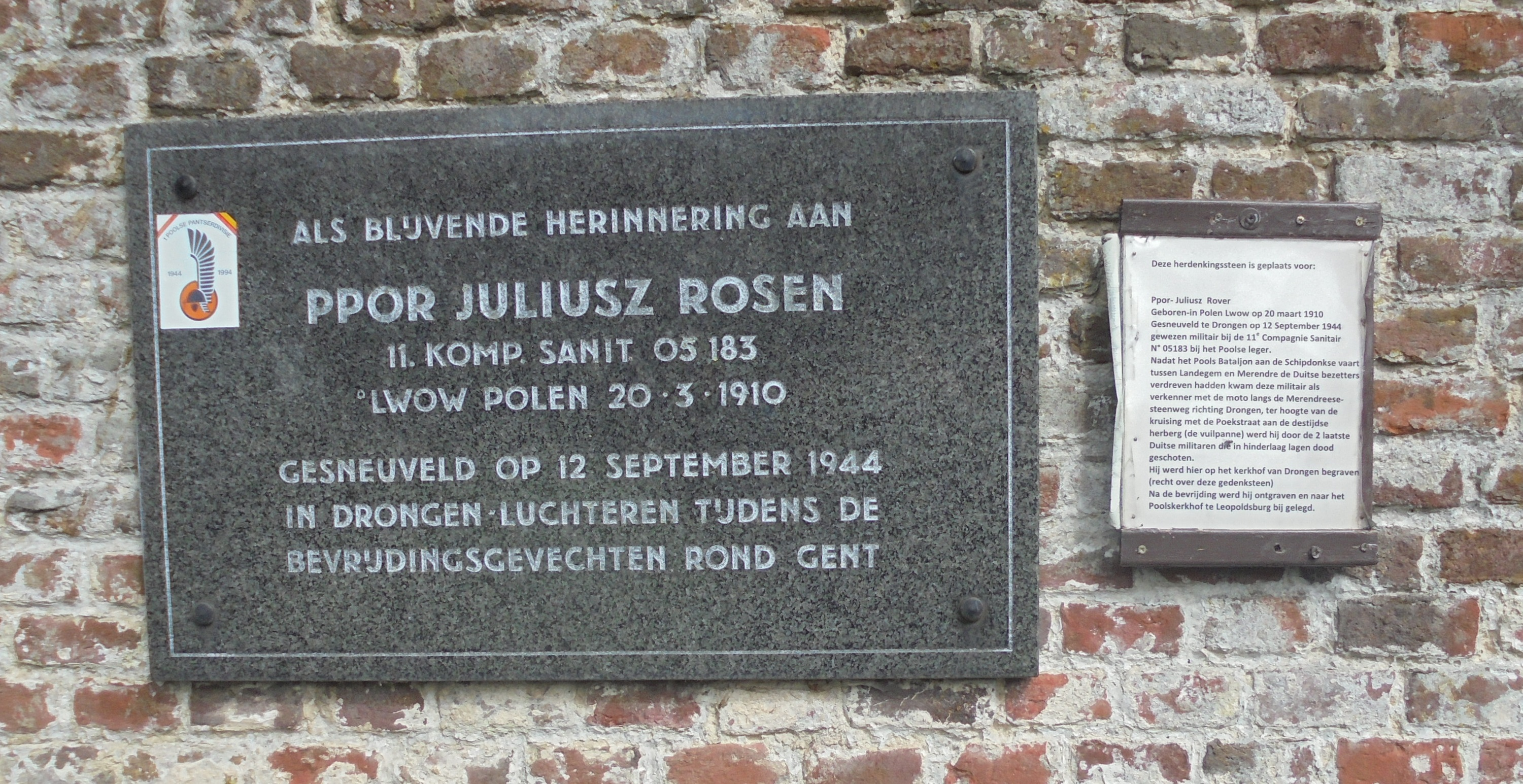
Tablica w Gandawie upamiętniająca polskiego żołnierza poległego w walce o wyzwolenie miasta w 1944 podczas II wojny światowej

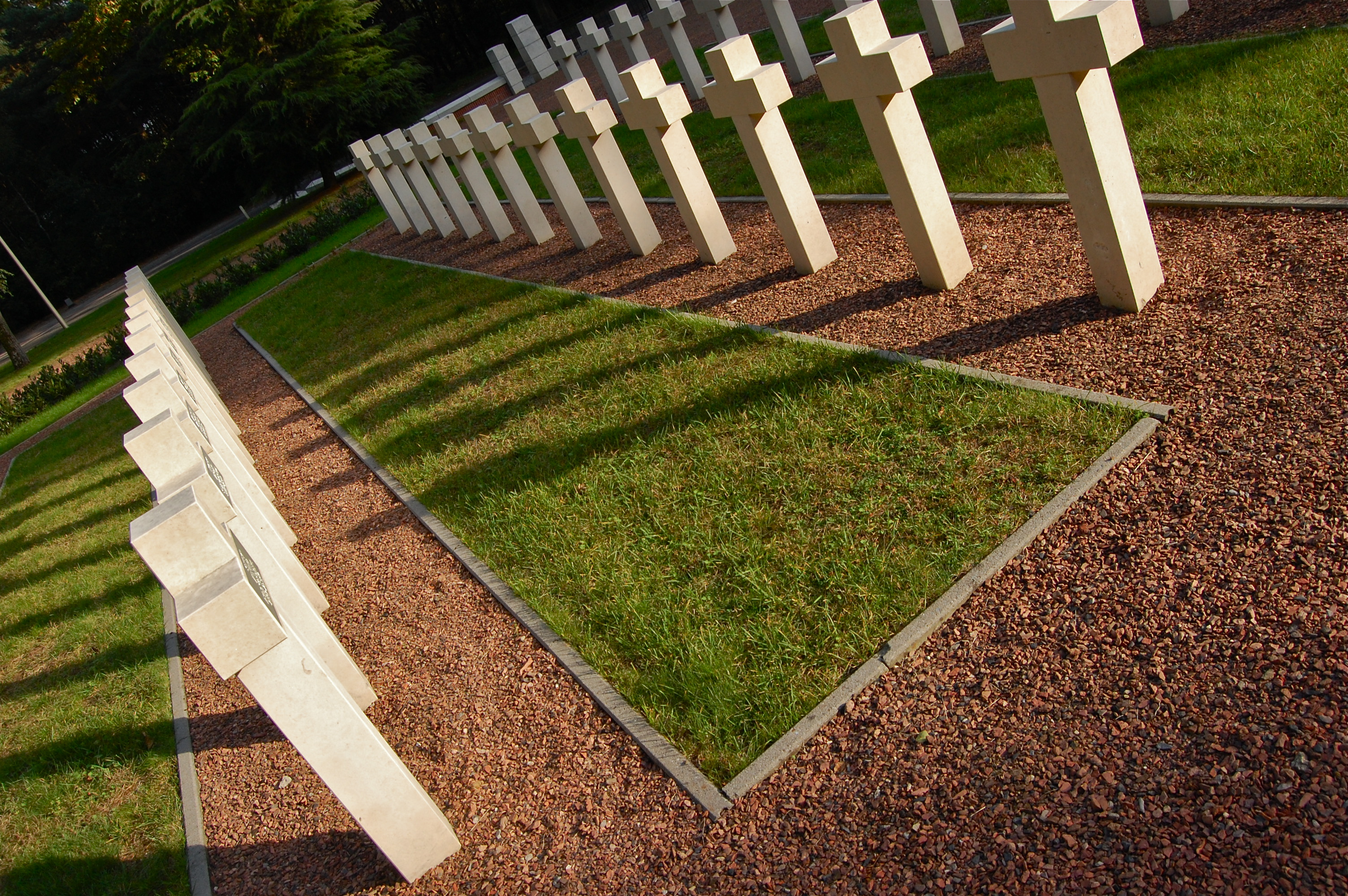
Polski cmentarz wojskowy z II wojny światowej w Lommel

Uwłaszczenie chłopów oraz emancypacja Żydów na ziemiach polskich stworzyło warunki do masowej emigracji zarobkowej do szybko rozwijających się krajów europejskich. Dane spisu powszechnego przeprowadzonego w Belgii 30 października 1930 r. szacowały obywateli polskich na 48 840, w tym ok. 23 tys. Żydów pochodzenia polskiego. W latach 1945–1950 do kraju wróciło około 8 tys. Polaków. W większości repatriantami byli uchodźcy wojenni, a nie przedwojenni emigranci. Polonia belgijska podzieliła się politycznie na tych, którzy uznawali władzę ludową w Polsce i na tych, którzy jej nie uznawali – sympatyzujących z rządem londyńskim.
Po dużym napływie ludności w związku ze wstąpieniem Polski do Unii Europejskiej, obecnie liczbę Polaków w Belgii ocenia się od 70 tysięcy do 95 tysięcy osób przybyłych z Polski (z czego około 25% przyjęło obywatelstwo belgijskie). Dla Polonii, wiernych Kościoła rzymskokatolickiego odbywają się w kościołach kilku miast msze w języku polskim.
W Brukseli istnieje Polska Parafia Prawosławna.
W języku polskim odbywają się również spotkania religijne innych wyznań (m.in. Świadków Jehowy).
Imię Polonii Belgijskiej nosi XIV Liceum Ogólnokształcące we Wrocławiu.

## Rada Polonii Belgijskiej
Reprezentacją społeczności polskiej w Belgii jest istniejąca od 1994 roku, Rada Polonii Belgijskiej – instytucja koordynująca działanie i reprezentująca wszystkich Polaków w Belgii bez względu na ich poglądy polityczne, pozycję społeczną czy wykształcenie, która od wielu lat wspólnie z Ambasadą RP organizuje konkurs "Polak Roku w Belgii" dla uhonorowania wybitnych przedstawicieli Polonii belgijskiej.

## Brukselski Klub Polek
W 2011 powstało stowarzyszenie Brukselski Klub Polek (BeKaP). Organizuje zajęcia polskiego przedszkola i polskiej dla dzieci cztero- i pięcioletnich uczęszczających do szkół belgijskich lub szkoły europejskiej. Prowadzi spotkania z ciekawymi osobami związanym z Polską i Belgią, m.in. Danuta Hübner, Marzeną Sową, Grażyną Plebanek, dyskusje literackie, sesje o profilaktyce nowotworowej; zajęcia kulinarne, zajęcia sportowe, spotkania świąteczne.
W 2013 BeKaP otrzymał Nagrodę Internautów w ramach konkursu „Polak Roku w Belgii”. BeKaP jest pomysłodawcą i współorganizatorem Nagrody „Joteyka”.